# 纽贝里火山
纽贝里火山（英语：Newberry Volcano）是一座大型盾状复式活火山，位于美国俄勒冈州本德以南约20英里（32公里）处、喀斯喀特山脉主峰以东35英里（56公里）处，在纽贝里火山国家纪念地内，最高峰为保利那峰。纽贝里火山是喀斯喀特火山弧中最大的火山，若将熔岩流计算在内，面积可达1200平方英里（3100平方公里）；南北长75英里（121公里），宽27英里（43公里），总体积约为120立方英里（500立方千米）。这座火山以地质学家兼外科医生约翰·斯特朗·纽贝里的名字命名。1855年，他于太平洋铁路勘测中勘探了俄勒冈州中部。
纽贝里火山有一个大陷落火山口，名为纽贝里火山口（英语：Newberry Caldera），直径为4英里×5英里（6.4千米×8.0千米）。内有两座湖泊，分别为保利那湖和东湖（East Lake）。火山及其附近地区有许多火山碎屑锥、熔岩流和火山穹丘。纽贝里火山有 400 多个喷口，是美国本土地区喷口最多的火山。火山上可能曾经存在冰川，但这一说法仍有争议。该地区气候干燥，降水量低，地表径流少。
纽贝里火山的起源尚未可知。虽然一些科学家认为它源于一个独立热点，但大多数证据表明，纽贝里火山是由胡安·德富卡板块和戈尔达板块在北美大陆板块下的俯冲作用形成的。纽贝里火山的喷发活动始于大约60万年前，一直持续到全新世，最后一次喷发发生在1300年前。其它盾状火山通常只喷发玄武质熔岩，而纽贝里火山也喷发安山质和流纹质熔岩。这座火山是徒步、钓鱼、划船和其它休闲活动的热门目的地之一，距火山19英里（31公里）内有16400人，62英里（100公里）内有近20万人，一旦火山喷发，将威胁到人们的生命安全。纽贝里火山仍被视作一座活火山，可能会喷发并产生熔岩流、火山碎屑流、火山泥流（火山引发的泥石流、山体滑坡和泥石流）、火山灰、地震、雪崩和洪水。美国地质调查局用传感器对火山及其周围环境进行密切监测，以防此类灾害发生。

## 地理环境

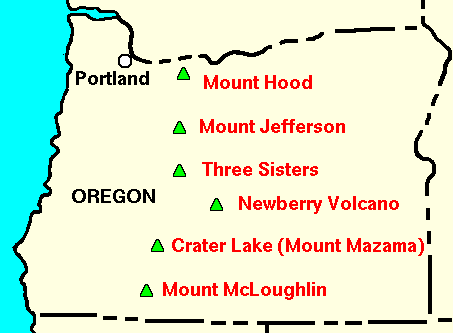
俄勒冈州纽贝里火山相对于其它主要火山的位置

纽贝里火山中心位于本德南部20英里（32公里）处， 地处俄勒冈州德舒特县、克拉马斯县和莱克县的交汇处， 是俄勒冈州最容易到达的火山之一。 它是喀斯喀特火山弧中最大的火山，面积为620平方英里（1600平方公里）。如果将熔岩流计算在内， 其面积与罗德岛州的1200平方英里（3100平方公里）大致相当。 纽贝里火山位于熔岩高原地区喀斯喀特山脉主峰以东 37英里（60公里）处，高出周围环境3500英尺（1100米）。 南北长75英里（121公里），宽27英里（43公里）  ，总体积约140立方英里（600立方千米）。 纽贝里火山体量巨大、地形突出，因而常被误认为是一整座山脉。 
纽贝里火山位于喀斯喀特山脉的雨影区，因此气候有些干燥。 纽贝里火山国家纪念地的气候数据收集于熔岩山头的火山渣锥处，2002年至2012年间，此地年平均降水量为17.9英寸（455毫米）。 夏季平均气温为73-82华氏度（23-28℃）, 冬季平均最低气温和最高气温分别为-1.8华氏度和68.9华氏度（-18.8℃和20.5℃）。 春季平均气温为60华氏度（16℃），秋季平均气温为67华氏度（19℃）。 每年，由冬季降雪和夏季降雨组成的总降水量在该地区最高处从9.8英寸至29.5英寸（25至75厘米）不等，然而，即使在大雨期间也很少出现地表径流。 纽贝里火山的整个地表只有一条溪流，没有冰斗（由冰川侵蚀形成的圆形山谷），也没有熔岩与冰接触的迹象， 所以目前尚不清楚火山山坡上是否存在过冰川。  在远离其原生区域的地方发现了移位的冰川漂砾，冰碛沉积物沉积在火山东部和东北部山坡上，且火山的各种锥体特征具有“船”的形状，表明了冰川的蚀变。 关于火山上冰川的确切历史还存在争议， 但东西部山坡上干涸的河道与瀑布证明火山上曾有水域。  

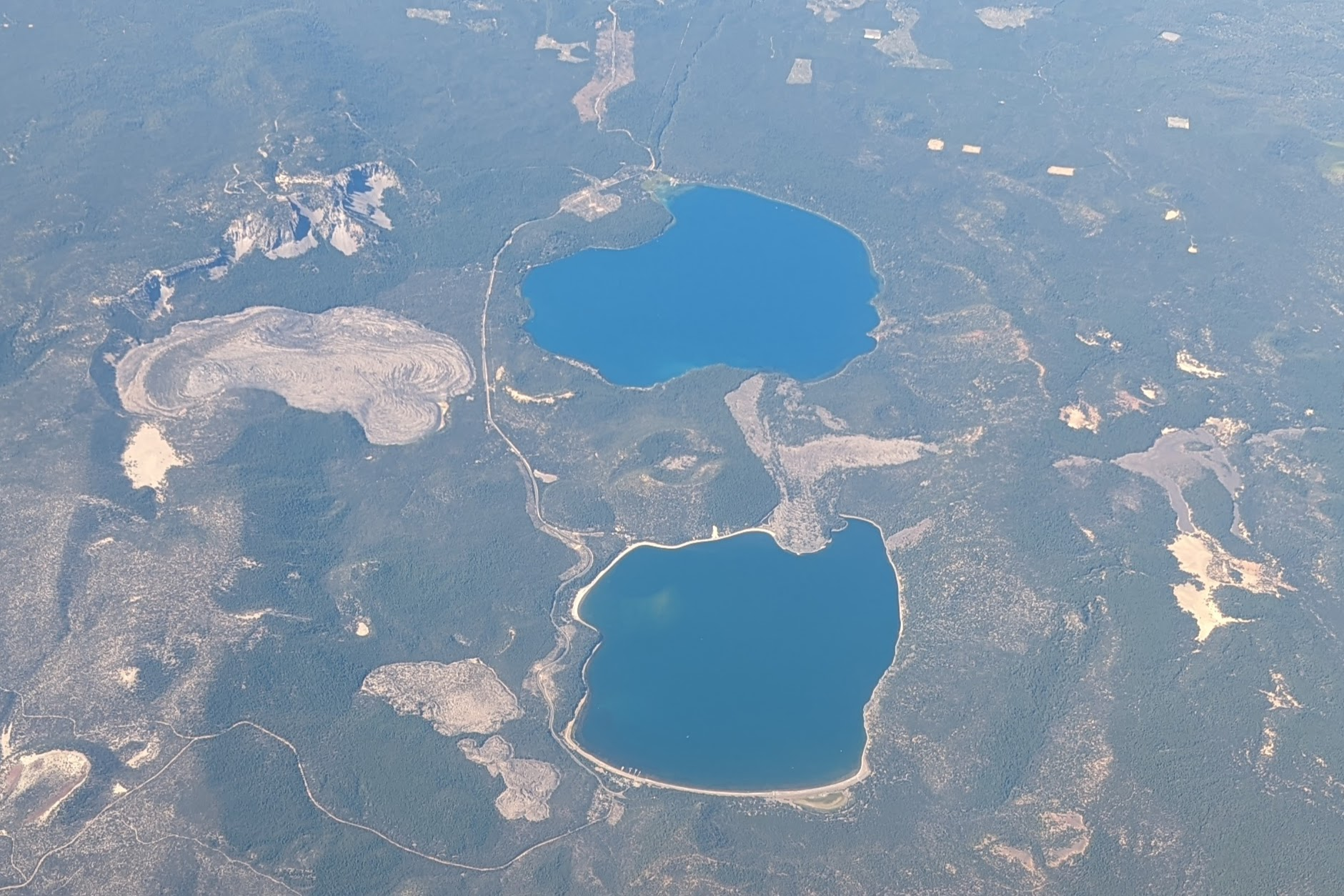
从东面鸟瞰保利那湖和东湖

纽贝里火山有两个火山口湖，保利那湖和东湖（East Lake），由降水和地下水渗入而形成。 保利那湖占地1530英亩（6.2平方公里），最深可达250英尺（76米），与东湖相隔一条窄小地峡，由流纹质熔岩构成。 东湖面积较小，为1050英亩（4.2平方公里），最大深度为180英尺（55米）。 历史上，这些湖泊曾淹没过火山周围的河道。4000 至2300年前，一场大洪水从保利那湖泄出，水量高达12000英亩英尺（0.0148立方千米） ， 填满了环绕该湖的保利那草原上方的谷底。 这次洪水的成因可能是一块5英尺（1.5米）高的岩壁崩塌，而不是火山的喷发活动。  在1909 年，德舒特河下游与其支流小德舒特河的交汇处，发生了另一场洪水。

## 生态环境
纽贝里火山国家纪念地位于马扎马地区（Mazama Ecological Province）北部， 该地区的土壤由玄武岩基岩上的风化浮石和火山产物组成。纽贝里火山地区的植物群包括杜松、 美国白松、 黄松（包括俄勒冈州最大的黄松树）、落叶松、短叶松和白冷衫，还有火焰草、紫色钓钟柳 、 羚梅 、 北美灌木、鼠李灌木等其它植物。 山松甲虫的侵扰，导致该地区许多落叶松死亡。 纽贝里火山附近的动物有穴鸮、更格卢鼠、蜥蜴、蝙蝠、响尾蛇、鹰、豪猪、水獭、猞猁、 骡鹿、罗斯福麋鹿、 鸭子、 和美洲鼠兔。 
纽贝里火山熔岩流的植被覆盖情况各不相同，各熔岩流间的植物群数量也不尽相同，不过植被数量和物种多样性通常随着海拔的升高而增加。熔岩流上的主要植物种类包括绣珠梅和蜡果茶藨子，一枝黄也很常见。虽然熔岩流上的草本植物并不普遍，但只要出现，一般为大卫钓钟柳和热岩钓钟柳。在海拔4890英尺（1490米）以上的地方，尤其是在熔岩流边缘附近，塔顶矾根很常见。所有熔岩流上都生长着爱达荷羊茅等草类，特别是在朝北的山坡上。熔岩山头（Lava Butte）的一处熔岩流一片荒芜，只有零星几簇绿叶熊果。 
熔岩森林是由 6000 年前火山喷发的熔岩铸成的树木群。 如今，其周边遗址位于纽贝里火山国家纪念地内，包括 11 个被较新熔岩流环绕的区域（Kīpuka）。这些区域的面积从0.74英亩至279.23英亩（0.3公顷至113公顷）不等，除附近的消防和土地管理工作外，上面的森林尚未受到重大人为改变。这些森林由纯林和混交林组成，包括黄松、落叶松和大冷杉/白冷杉混交林，土壤源自马扎马浮石（Mazama pumice）。 

## 人类活动

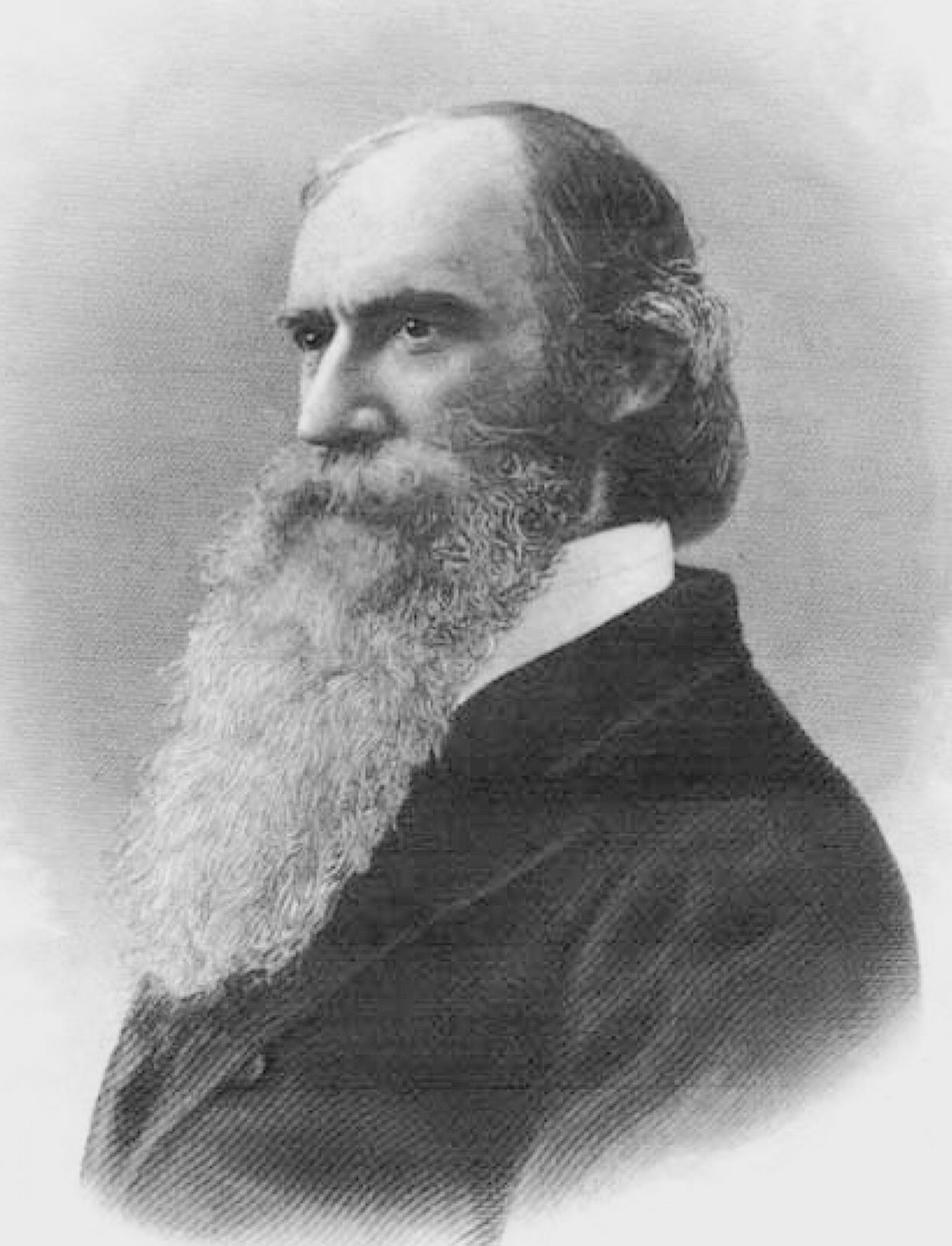
纽贝里火山以约翰·斯特朗·纽贝里（如图）的名字命名，他是一位美国外科医生兼地质学家，曾在 19 世纪初勘探俄勒冈州中部，但他从未亲自到过这座火山

纽贝里火山周围地区在一万多年前就有美洲原住民居住，但由于火山及周边地区的喷发活动，居住只是间歇性的。1992 年，研究人员在保利那湖附近的一次考古发掘中，发现了中央炉灶和房屋结构遗迹，该结构带有支撑柱和线性岩石排列，尺寸为13×16英尺（4.0×4.9米）。该遗址木炭样本的放射性碳测定年代为11000 年前。人们在火山口采集黑曜石，用来磨制箭镞和工具，并在整个太平洋沿岸地区进行了数千年的贸易。 
据记载，第一个来到纽贝里火山的欧洲人是彼得·斯肯·奥格登。他是一名捕猎者，于 1826 年到达火山口。 1855 年，与火山同名的约翰·斯特朗·纽贝里，是威廉姆森和阿博特（Williamsan and Abbot）勘测队的外科医生兼地质学家，他在为太平洋铁路绘制当地地图时勘探了俄勒冈州中部， 但他从未到过这座火山。 保利那湖（Paulina Lake）、保利那溪（Paulina Creek）和保利那峰（Paulina Peak）均以印第安酋长（Snake Indian chief）保利那（Paulina）的名字命名，他曾在十九世纪五六十年代领导队伍袭击白人，后来被移民霍华德·莫平追捕并枪杀。十九世纪末，猎人利安德·迪尔曼（Leander Dillman）在熔岩河洞穴（Lava River Cave) 储存易腐食品。 纽贝里山（Mount Newberry）这一名称由伊斯雷尔·拉塞尔 （Israel Russell）提出，他于 1903 年到达此地，但该名称并未被采纳。在地质学家豪尔·威廉姆斯（Howel Williams）于 20 世纪 30 年代将其更名为纽贝里火山之前，它一直被称为纽贝里火山口（Newberry Crater）。2003 年，地质学家拉里·奇特伍德（Larry Chitwood）通过官方地理命名程序支持将其更名为纽贝里火山，这一名称才被正式接受。 
由于俄勒冈州地质部部长霍利斯·多尔（Hollis Dole）努力推动该地区的发展，1963年，美国国家航空航天局的科学家们开始利用纽贝里的熔岩区为美国首次登月做准备。美国国家航空航天局于1964年10月和1966 年7月利用该地区对阿波罗宇航员进行地质培训，让他们认识火山地貌，如煤渣锥和浮石锥、熔岩流、火山灰和黑曜岩流以及熔岩管。阿波罗 11 号的尼尔·阿姆斯特朗和巴兹·奥尔德林、阿波罗 12号的艾伦·宾、阿波罗 14 号的埃德加·米切尔、阿波罗 15号的詹姆斯·欧文和阿波罗 16 号的查尔斯·杜克等宇航员都曾在月球上运用过培训中的知识。著名的地质学家导师包括亚伦·沃特斯 (Aaron Waters)。 
纽贝里火山国家纪念地于1990年11月由美国国会设立 ，占地超过54000 英亩（220 平方公里）, 围绕顶峰火山口呈环形，从山的西北侧到德舒特河形成一条长廊，其中包括一个裂谷带。纪念地位于德舒特国家森林内，由美国国家森林局管理。 截至 1997年，纽贝里火山口地区共有七个露营地、两个度假区和六个避暑别墅。 

### 矿业与地热能
纽贝里火山近期有过喷发活动，并长期保持活跃，且有浅层热源供给温泉，因此是地热能的来源之一。1981 年，美国地质调查局在黑曜岩流以东钻了一口深度为 3057 英尺（932 米）的井，发现地表下的温度为 509华氏度（265 °C）。一家能源公司在1995 年和 1996 年钻了两个深度为一万英尺（3000 米）的孔，但未能发现流体，因此他们无法驱动涡轮机，只能结束这一项目。许多科学家认为，纽贝里火山是太平洋西北地区最佳的地热能源候选地；  2012年，人们建造了一口深井，以确定注入深井的水是否可以被加热并返回地面，从而产生能源。

## 休闲娱乐

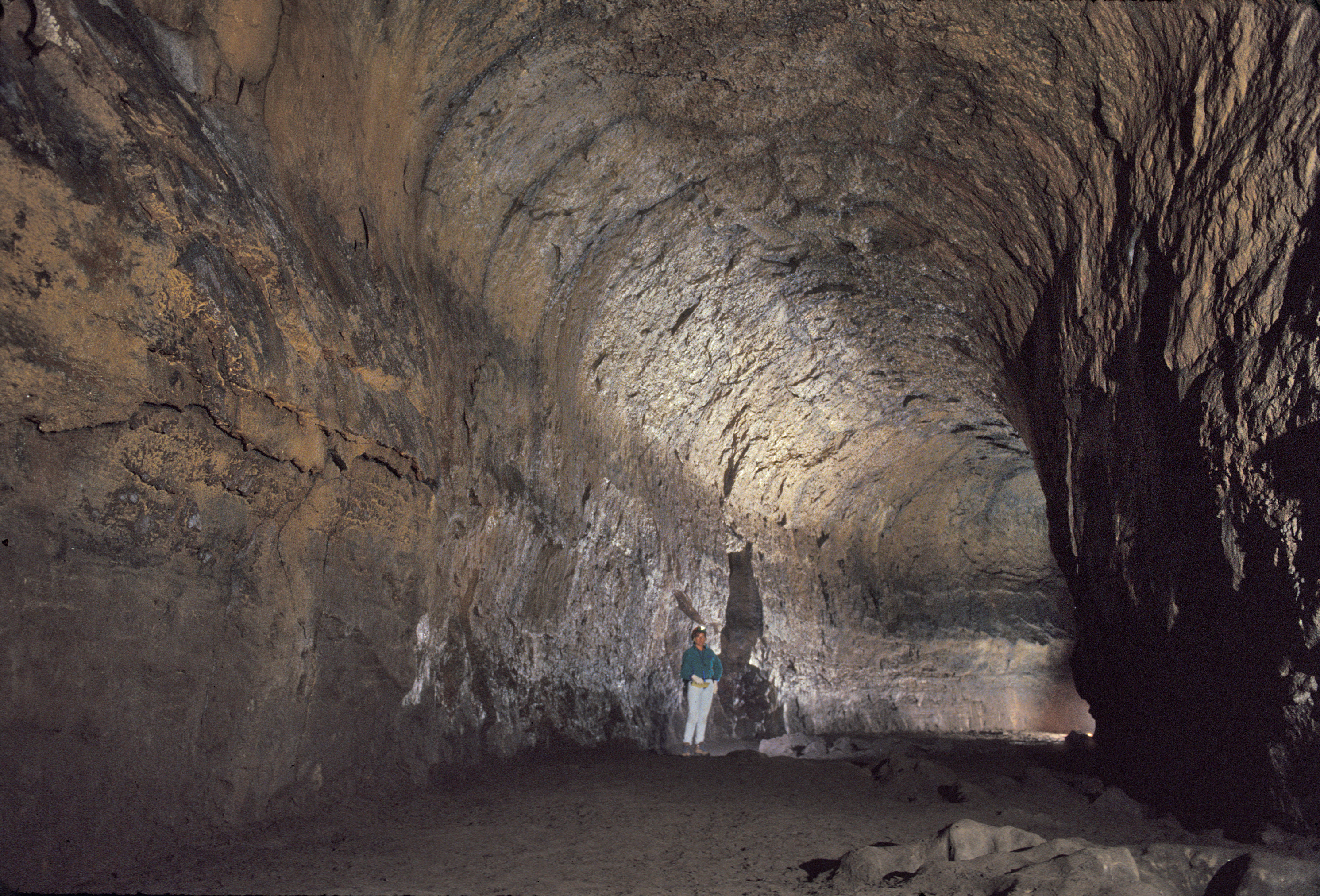
一名徒步者在熔岩河洞穴典型的拱形岩壁下

每年有约25 万人参观纽贝里火山，游客们或到东湖钓鳟鱼，或在保利那湖露营，或在环火山口22 英里（35 公里）的山路上骑山地自行车，这些湖泊也是划船的好去处。 在纽伯里火山国家纪念地，露营、钓鱼和徒步旅行都是热门活动，包括沿着熔岩山头七千年历史的熔岩流而建的熔岩之地小径（Trail of the Molten Land），以及穿过黄松林的低语松树小径（Trail of the Whispering Pines）。在彼得·斯金·奥格登步道（Peter Skene Ogden Trail）的一段还可以骑马， 这条步道穿过纪念地，长度为3英里（4.8公里）；雪地摩托和越野滑雪也很受欢迎。 
纪念地内的熔岩地游客中心（Lava Lands Visitor Center）举办关于该地区地质和文化的展览，并铺设了一条长5.5英里（8.9公里）的步道。在阵亡将士纪念日（Memorial Day）至劳动节的旅游旺季，每 20 分钟就有一班车从游客中心出发，票价为每人 2 美元。在淡季，私家车经许可后也能入内，游客中心的停车场全年开放。 该地区共有八个露营地，由美国国家森林局经营。 
更新世期间从纽贝里火山流出的最后一次熔岩流形成了熔岩河洞穴，位于本德以南 12 英里（19 公里）处。这一地貌是俄勒冈州最长的连续熔岩管，向北面和西面延伸超过一英里。洞顶呈拱形，厚度达 45 英尺（14 米）。 这条步道是纪念地最受欢迎的景点，可在 5 月至 9 月中旬期间徒步旅行，只需购买一张 5 美元的游客日票。 洞穴内的温度通常为40华氏度（4°C），建议穿夹克。 熔岩森林是由六千年前火山喷发的熔岩铸成的树木群，占地5平方英里（13 平方公里），可以从一条狭窄陡峭的一英里小径上看到。  1942 年 4 月，该地区被美国国家森林局指定为熔岩森林地质区，其中包括5120 英亩（20.7 平方公里）的土地。自 1928 年以来，熔岩森林就为美国公众所熟知，到了20 世纪40年代中期，每年都有成千上万的游客前来参观。 20世纪70年代中期，该地区的年游客量达到 15 万人次，林务局于1975年9月建立了熔岩地游客中心。
从 97 号公路通往火山山顶保利那峰的路径长 15.5 英里（24.9 千米），有一条通往火山口的简易公路和四个休息站，但临近终点处变得陡峭曲折。 靠近终点的蜿蜒小道由砾石铺成，全长三英里，沿途可以欣赏到胡德山、麦克劳林山和三姐妹火山的景色。 

## 文献来源
- Anderson, E. W.; Borman, M. M.; Krueger, W. C.  (学位论文). Oregon State University Oregon Agricultural Experiment Station. May 1998  [2024-02-07]. SR-990. （原始内容存档于2023-06-15）.
- Barr, T. . Rowman & Littlefield. 2012. ISBN 978-0-7627-7956-7.
- Bernstein, A. . Wilderness Press. 2003. ISBN 978-0-89997-277-0.
- Carlson, R. W.; Grove, T. L.; Donnelly-Nolan, J. M. . Geochemistry, Geophysics, Geosystems. April 2018, 19 (4): 1360–1377. Bibcode:2018GGG....19.1360C. doi:10.1029/2018GC007454.
- Donnelly-Nolan, J. M.; Jensen, R. A. . O'Connor, J. E.; Dorsey, R. J.; Madin, I. P.  (编). . Geological Society of America. 2009: 1–10. ISBN 978-0-8137-0015-1. doi:10.1130/2009.fld015(04).
- Donnelly-Nolan, J. M.; Stovall, W. K.; Ramsey, D. W.; Ewert, J. W.; Jensen, R. A. Hendley II, J. W. , 编.  (PDF). United States Geological Survey. 2011  [2024-02-07]. （原始内容存档 (PDF)于2023-06-15）.
- Dzurisin, D. . Bulletin of Volcanology. 1999, 61 (1–2): 83–91. Bibcode:1999BVol...61...83D. S2CID 129103600. doi:10.1007/s004450050264.
- Graham, D. W.; Reid, M. R.; Jordan, B. T.; Grunder, A. L.; Leeman, W. P.; Lupton, J. E. . Journal of Volcanology and Geothermal Research. 2009, 188 (1–3): 128–140. Bibcode:2009JVGR..188..128G. doi:10.1016/j.jvolgeores.2008.12.004.
- Harris, S. L. .  188 Third. Mountain Press Publishing Company. 2005: 167–178. Bibcode:2009JVGR..188..128G. ISBN 978-0-87842-511-2. |journal=被忽略 (帮助); |issue=被忽略 (帮助)
- Jensen, R. A.,  (PDF), : 53–79, 2009  [2024-02-07], ISBN 978-0-8137-0015-1, doi:10.1130/2009.fld015(03), （原始内容存档 (PDF)于2019-01-17）.
- Jensen, R. A.; Donnelly-Nolan, J. M. . . Scientific Investigations Report. United States Geological Survey. 2017: 30  [2024-02-07]. doi:10.3133/sir20175022J2. （原始内容存档于2023-08-10）.
- Jordan, B. T.; Grunder, A. L.; Duncan, R. A.; Deino, A. L.  (PDF). Journal of Geophysical Research. 2004, 109 (B10202): B10202  [2024-02-07]. Bibcode:2004JGRB..10910202J. doi:10.1029/2003JB002776 . （原始内容存档 (PDF)于2010-06-26）.
- Kienle, J.; Wood, C. A. (编). . Cambridge University Press. 1992. ISBN 978-0-521-43811-7.
- McKay, D.; Donnelly-Nolan, J. M.; Jensen, R. A.; Champion, D. E. . O'Connor, J. E.; Dorsey, R. J.; Madin, I. P.  (编). . Geological Society of America. 2009: 91–110. ISBN 978-0-8137-0015-1. doi:10.1130/2009.fld015(05).
- Nelson, P. L.; Grand, S. P. . Nature Geoscience. March 2018, 11 (4): 280–284. Bibcode:2018NatGe..11..280N. S2CID 134362624. doi:10.1038/s41561-018-0075-y.
- Ostertag, R.; Ostertag, G. . Rowman & Littlefield. 2013. ISBN 978-0-7627-8158-4.
- Phinney, W. C.,  (PDF), NASA: 220–223, 2015  [2024-02-07], NASA/SP-2015-626, （原始内容存档 (PDF)于2023-02-27）.
- Pohl, K. A.; Hadley, K. S.; Arabas, K. B.  (PDF). Tree-Ring Research. December 2006, 62 (2): 37–51. S2CID 30880642. doi:10.3959/1536-1098-62.2.37. hdl:10150/262623 .
- Sherrod, D. R.; Mastin, L. G.; Scott, W. E.; Schilling, S. P., , Open-File Report 99-311, United States Geological Survey: 16, 1997  [2024-02-07], （原始内容存档于2011-10-26）.
- Shinderman, M. . Ecology and Evolution. August 2015, 5 (17): 3666–3676. PMC 4567870 . PMID 26380695. doi:10.1002/ece3.1626.
- Tamburello, R. . Backpacker. Vol. 25 no. 156 (Active Interest Media). February 1997: 88–89. ISSN 0277-867X.
- Till, C. B.; Grove, T. L.; Carlson, R. W.; Donnelly-Nolan, J. M.; Fouch, M. J.; Wagner, L. S.; Hart, W. K. . Geochemistry, Geophysics, Geosystems. April 2013, 14 (4): 864. Bibcode:2013GGG....14..864T. doi:10.1002/ggge.20070. hdl:1721.1/85581 .
- Walker, G. W.  (PDF). Ore Bin. Open-File Report. July 1974, 36 (7): 109–119  [2024-02-07]. doi:10.3133/ofr741121. （原始内容 (PDF)存档于2012-03-05）.
- Xue, M.; Allen, R. M.  (PDF). Earth and Planetary Science Letters. 2006, 244 (1–2): 315–322  [2024-02-07]. Bibcode:2006E&PSL.244..315X. doi:10.1016/j.epsl.2006.01.066. （原始内容存档 (PDF)于2022-11-10）.